# Beaufort-en-Anjou
Beaufort-en-Anjou – gmina we Francji, w regionie Kraj Loary, w departamencie Maine i Loara. W 2013 roku liczba ludności wynosiła 7009 mieszkańców.
Gmina została utworzona 1 stycznia 2016 roku z połączenia dwóch wcześniejszych gmin: Beaufort-en-Vallée oraz Gée. Siedzibą gminy została miejscowość Beaufort-en-Vallée.